# A9 (Frankrike)

A9

A9 (La languedocienne är en motorväg på sträckan Orange till Narbonne och La catalane på sträckan Narbonne till gränsen mot Spanien) som kan ses som förlängningen av den spanska motorvägen AP-7, även om kilometermarkörerna räknar upp från Orange. Den går mellan A7 vid Orange och passerar bland annat Nîmes, Montpellier, Béziers, Narbonne och Perpignan innan den når den spanska gränsen vid Le Perthus. Hela sträckningen uppgår till 282 km.

## Kuriosa
Tullstationen mellan Frankrike och Spanien ligger nästan en hel kilometer in på franskt territorium. De jure-gränsen markeras i vägbanan strax söder om tullstationen, och vägmarkeringarna ändras också tydligt mellan de två länderna.